# (1275) Cimbria
(1275) Cimbria es el asteroide número 1275 situado en el cinturón principal. Fue descubierto por el astrónomo Karl Wilhelm Reinmuth  desde el observatorio de Heidelberg, el 30 de noviembre de 1932. Su designación alternativa es 1932 WG. Está nombrado por el antiguo pueblo germánico de los cimbrios.